# 西日本クラブリーグチャンピオン決定戦
西日本クラブリーグチャンピオン決定戦（にしにほんクラブリーグチャンピオンけっていせん）は、硬式野球クラブリーグの南九州リーグ、北部九州リーグ、中四国クラブ野球リーグの頂点を決定する大会。

## 概要
中四国王者（中四国クラブ野球リーグ優勝チーム）と九州王者（全九州チャンピオンシップ優勝チーム）が西日本の頂点を争う。
第1回大会は、2010年11月28日に北九州市の大谷球場で行われ、中四国と全九州の上位2チーム、計4チームが参加した。
2011年は、東日本大震災の影響により中止。
第2回大会は、2012年12月2日に大谷球場で行われ、中四国と全九州の優勝チーム、計2チームが参加した。

## 試合結果

### 第1回大会
- 第1試合 BAN BASEBALL CLUB 7 - 8 鳥取キタロウズ
- 第2試合 北九州市民硬式野球クラブ 4 - 5 倉敷ピーチジャックス（特別延長10回）
- 決勝戦 鳥取キタロウズ 5 - 1 倉敷ピーチジャックス

|      | 1 | 2 | 3 | 4 | 5 | 6 | 7 | 8 | 9 | R |
| ---- | - | - | - | - | - | - | - | - | - | - |
| 鳥取 | 1 | 0 | 0 | 1 | 1 | 0 | 1 | 1 | 0 | 5 |
| 倉敷 | 0 | 0 | 0 | 0 | 0 | 0 | 0 | 1 | 0 | 1 |

### 第2回大会
- 決勝戦 MJG島根 2 - 1 嘉麻市バーニングヒーローズ

|      | 1 | 2 | 3 | 4 | 5 | 6 | 7 | 8 | 9 | R |
| ---- | - | - | - | - | - | - | - | - | - | - |
| 島根 | 0 | 0 | 0 | 2 | 0 | 0 | 0 | 0 | 0 | 2 |
| 嘉麻 | 0 | 0 | 0 | 1 | 0 | 0 | 0 | 0 | 0 | 1 |

## 歴代優勝チーム
- 第1回（2010年）：鳥取キタロウズ
- 第2回（2012年）：MJG島根